# Праисторија на тлу Републике Српске
Праисторија на тлу Републике Српске обухвата период историје Републике Српске од појаве човјека до владавине Римске републике. 

## Праисторија

### Палеолит
На територији данашње Републике Српске постоје археолошки остаци из старијег каменог доба (палеолита) у двије области: панонској регији, на сјеверу, и медитеранској, на југу Херцеговине. Панонска регија републике је предио високих брда и планина, од Просаре и Козаре на западу, преко Љубића и Вучијака до Мајевице на истоку. Преко двије стотине палеолотских локалитета, углавном отвореног типа, налази се на територији општина Лакташи, Прњавор, Дервента, Добој и Теслић. Трагови древних људи одржали су се у долинама великих ријека: Врбаса, Босне и Саве. Средином двадесетог вијека пронађена су бројна налазишта из старијег каменог доба на Камену код Макљеновца, у близини Добоја. Поред овог налазишта, на територији Републике Српске треба истаћи и локалитет Кулаши код Прњавора, гдје је пронађен предмет у виду главе патке или неке друге барске птице. У споменутим палеолитским насеобинама су по свој прилици живјеле заједнице неандерталаца који су се, уопште изгледа најдуже одржали на простору Балкана усљед богате фауне и обиља лежипта кремена од кога су изграђивали разноврсне алатке. 

### Бутмирска култура
Културе млађег каменог доба (неолита) развијале су се у долинама ријека Босне и Неретве у двије зоне - панонско-балканској и јадранској. Најпознатија неолитска култура јесте Бутмирска, која је се свој назив добила по локалитету Бутмир поред Сарајева. Становало се у полуукопаним колибама или кућама четвороугаоне основе са каменим темељима и зидовима од дрвених облица облијепљених глином. Припадници бутмирске културе бавили су се сточарством, земљорадњом и израдом керамике у виду лоптастих лонаца, ритона и пехара украшених барботин техником, а касније сликаним орнаментима и урезима. Од печене земље правили су мале антропоморфне фигурине, које су имале значајну улогу у духовном животу припадника бутмирске културе. Оруђе су израђивали на традиционалан начин од кремена и животињских костију. Бутмирска култура трајала је од средине 5. миленијума до краја 4. миленијума прије нове ере. 
Појава метала доноси нови тип насеља. Око градина се окупља становништво вишег степена цивилизације, које је своје мртве сахрањивало у тумулима у згрченом положају. 

### Гласиначка култура
Забачене области централног Балкана тек су уочи почетка историјског периода постале средиште једне велике културе. Гласиначка култура, бронзаног и гвозденог доба, названа по локалитету у близини Сокоца, цвјетала је у пет раздобља током више од хиљаду година, да би врхунац постигла у 4. вијеку прије нове ере. Када су на источном Средоземљу ратовале хеленистичке монархије, а Римска република загосподарила Апенинским полуострвом, на великим просторима Балканског полуострва још увијек је трајала праисторија. Гласиначка култура обухватала је предјеле између Романијске висоравни, Неретве, Јадрана и Поморавља. Богата керамиком и другим остацима, гласиначка налазишта постала су позната по „гласиначким култним колицима” начињеним од бронзе, која многи сматрају симболом балканске праисторије. Припадници гласиначке културе одржавали су трговинске контакте са развијеним центрима у области Медитерана, о чему свједоче археолошки налази бронзаних посуда из Италије, али и из удаљених крајева Европе, попут региона Прибалтика, одакле потиче ћилибар за израду накита.

### Илири
Области данашње Републике Српске у вријеме антике биле су донекле изван најважнијих путева. Становништво пространих крајева, који ће у данашњем опсегу тек у позном средњем вијеку постати познати као Босна, није било културно нити етнички јединствено. О њему се на основама писања хеленистичких извора из 4. и 3. вијека прије нове ере и римских извора - из времена након што је побједом у Самнитским ратовима 290. године прије нове ере римска држава изашла на Јадранско море - зна веома мало. Вјерује се да су становници унутрашњости Балканског полуострва названи Илирима инерцијом трговаца који су овим крајевима ријетко путовали, античких писаца и, напослијетку, римских власти које су цјелокупно становништво назвали по племенима која су живјела уз границе хеленског свијета, односно Римске републике. Илири класичног доба настали су дуготрајним стапањем двије културе, на мањем простору од оног који су у вријеме римске владавине насељавали Илири и, посебно, од оног чије су становништво Римљани сматрали Илирима. Први илирски савез настао је почетком 4. вијека прије нове ере, и, на основу извора, обухватао је приобални појац између ријека Неретве и Војуше. Вјерује се да су овој заједници припадали Даорси, који су насељавали област око данашњег Стоца у Херцеговини. Антички писци наводе да је на простору данашње Босне и Херцеговине живјело дванаест од шеснаест илирских племена која су насељавала историјску област Далмацију. Историја илирског племенског савеза оскудна је и посредна. Извјесно је да су поједини владари, какав је био Монуније из Дирахиона (данашњег Драча) ковали новац већ око 280. године прије нове ере. Познато је петнаест илирских владара, које су каснији историчари сврстали у старију и млађу групу - „династију”. „Млађа” илирска држава дошла је у сукоб са Римом 231-230. године прије нове ере, у раздобљу између Првог и Другог пунског рата. Одлучни да спријече илирско гусарење, Римљани су их поразили, претворивши њихову државу у трибуратну државу републике. Рат Рима са Ханибалом омогућио је Илирима да се поново осамостале, али су до 167. године прије нове ере, послије још два илирска рата, тешко потучени након чега илирска држава нестаје са историјске сцене.